# Пендара
Пендара (диал. пендар) е народното название на монета, имаща различни функции.

## Разменна монета
Пендара или петолира, в някои райони пендолира (от гръцки πέντε – пет) – така сред народа е наричана голяма златна монета, циркулирала в Османската империя, равна на 5 златни турски лири или 500 гроша (куруша). Тегло около 32 – 35 грама, около 22 карата злато. 

## Монета за украса или отличие
Пендари сред народа са наричани висящите украшения, във формата на монети, навързани на нанизи, или прикрепени към обеци, колани или друг вид аксесоари към дамската носия. Както казва народът „мома без дрънчащи пендари не може“, имайки предвид, че няма да си намери кандидат. През периода на османско господство в нашето общество все още доминират силните патриархални отношения и по традиция всяко семейство е демонстрирало социалния си статус чрез количеството злато което притежава, като най-ефектният начин за това са пищните женски носии и накити. 
Пендарите според народните традиции са служели не само като дамски накити, но и като дарове – при кръщенета в по-богатите семейства на новородените са подарявали големи златни медальони.
Когато става въпрос за украшения, пендарата може да не е непременно златна. Жената трябва да има украшения – това е задължителен елемент от нейното облекло, а и задължително условие да се представи, ако е мома. Но не всички семейства са разполагали със злато. Затова много често се срещат пендари за украшения и от сребро, от мед, от посребрена мед, от позлатено сребро, от бронз, от месинг и др. По тях има изобразени вензели, винетки, декоративни орнаменти, фолклорни мотиви, флорални детайли, но много рядко букви и почти никога цифри. Пендарите за накити се изработват от майстори златари в обикновени занаятчийски работилници и нямат златно покритие, нито функцията на разменни монети.
В края на 19-и и началото на 20 век дори има специални работилници за пендари, обслужващи европейските владетелски дворове. В тях се изготвят официалните монети с лика на Фердинанд I, на Франц Йосиф, на Александър II и др. Обикновено от едната си страна имат нечий лик, а от другата – герб или емблема, но без изписан номинал върху тях. Много наподобяват разпространените по това време в Европа монети, но нямат статут на платежно средство, а служат единствено като специално отличие или за отбелязване на определен юбилей.
Пендарите, специално изработени за украшения или за отличие, имат малка халкичка, добавена в горния край, за която да се привързват, прикачат или прикрепят. Но монетите – действащи или излезли вече от употреба, – които вторично са приспособени за използване като пендари, просто са били пробивани в единия край и прикачани към съответния накит или връв. По тази причина по-голямата част от старите монети, сечени преди началото на 20 век, имат дупка и много малък процент са тези, които не са повредени по този начин. 